# Warnow CS 1200
Der Containerschiffstyp Warnow CS 1200 der Warnemünder Warnowwerft Warnemünde GmbH wurde in einer Serie von vier Einheiten gebaut.

## Einzelheiten
Der Schiffsentwurf der Baureihe CS 1200 wurde noch vom VEB Warnowwerft durchgeführt und vorgestellt. Es wurden vier Einheiten in den Jahren 1990 bis 1992 für die beiden Hamburger Reedereien Bernhard Schulte und Peter Döhle gebaut. ab 1992 folgten 17 Einheiten einer verlängerten, Typ Warnow CS 1400 genannten, Variante.
Die Schiffe sind als Mehrzweck-Containerschiffe mit weit achterem Deckshaus ausgelegt. Die Containerkapazität beträgt 1208 TEU, bei homogen beladenen 14-Tonnen-Containern sind es noch 866 TEU. Es sind 75 Anschlüsse für Kühlcontainer vorhanden. Die Schiffe besitzen fünf Laderäume mit sieben Luken, die mit Pontonlukendeckeln verschlossen werden. Die Schiffe wurden zum Einsatz in Gebieten mit schlecht ausgebauter Hafeninfrastruktur entwickelt und sind daher mit jeweils zwei mittschiffs angeordneten Hägglund-Kränen von je 40 Tonnen Kapazität ausgerüstet.
Ein Charakteristikum des Typs ist die Gitterkonstruktion zwischen beiden Kränen, die zum Ablegen der Kranausleger dient. Die Schiffe sind mit am Heck angeordneten Freifallrettungsbooten ausgerüstet.
Der Antrieb der Schiffe besteht aus einem Zweitakt-Dieselmotor des Typs Sulzer 6 RTA 58 mit einer Leistungen von rund 9500 kW. Der Motor wirkt direkt auf den Festpropeller und ermöglicht eine Geschwindigkeit von 17,5 Knoten. Weiterhin stehen ein Wellengenerator, Hilfsdiesel und ein Notdiesel-Generator zur Verfügung. Die An- und Ablegemanöver werden durch ein Bugstrahlruder unterstützt.

## Die Schiffe
| Warnow CS 1200               | Warnow CS 1200 | Warnow CS 1200 | Warnow CS 1200   | Warnow CS 1200                                            | Warnow CS 1200 |
| Bauname                      | Bau- nummer    | IMO- Nummer    | Ablieferung      | Auftraggeber/ Reederei                                    | Umbenennungen und Verbleib |
| ---------------------------- | -------------- | -------------- | ---------------- | --------------------------------------------------------- | --- |
| Donata Schulte               | 401            | 8908703        | 5. April 1991    | St. Cosmos Navigation, Limassol Bernhard Schulte, Hamburg | abgeliefert als Atlantic Express, 1993 Alabama, 1996 Nuovo Asia, 1997 Erika E, 1997 Independent Spirit, 2007 OEL Shreyas, 2014 Reya, ab 2. Juli 2014 von der Shiv Ship Breaking Company in Alang verschrottet.                     |
| Carolina                     | 402            | 8908715        | 17. Juli 1991    | Arosa Maritime, Limassol Peter Döhle, Hamburg             | abgeliefert als America, 1996 Carolina, 1996 Carola E, 1997 Independent Trader, 2006 YM Mersin, 2010 Carola E, 2013 Carol, ab 29. März 2014 in Alang verschrottet.                                                                 |
| Auguste Schulte              | 403            | 8908727        | 31. Oktober 1991 | St. Joseph Navigation, Limassol Bernhard Schulte, Hamburg | 1991 Frederick Lykes, 1995 CSAV Roble, 1996 Nuova Adria, 1998 Auguste Schulte 1998 Africa Star, 2001 Arnis, 2006 Delmas Kasi, 2007 Arnis, ab 27. April 2013 in Chittagong verschrottet.                                            |
| Elise Schulte                | 404            | 9007506        | 25. Februar 1992 | St. Peter Navigation, Limassol Bernhard Schulte, Hamburg  | abgeliefert als CCNI Antartico, 1995 Elise Schulte 1997 Maersk Banjui, 1998 Elise Schulte 1998 Lagos Star II, 2001 Holnis, 2004 YM Hai Phong 2006 Holnis, 2006 MOL Rise, 2008 MSC Brooke, ab 13. April 2012 in Alang verschrottet. |
| Daten: Equasis, grosstonnage |                |                |                  |                                                           | |